# 丰特尔塞斯佩德
丰特尔塞斯佩德，是西班牙卡斯蒂利亚-莱昂布尔戈斯省的一个市镇。总面积22平方公里，总人口194人（2001年），人口密度9人/平方公里。